# La cala (documental)
La cala (títol original en anglès, The Cove) és un documental del 2009 que mostra la matança de més de 23.000 dofins en una cala a Taiji, Wakayama (Japó).
El film va ser dirigit per l'antic fotògraf de National Geographic Louis Psihoyos, i va ser gravat secretament durant 2007 emprant micròfons submarins i càmeres d'alta definició camuflades com a roques.
Va guanyar el Premi de l'Audiència dels Estats Units en el Festival de Cinema de Sundance anual número 25, a Park City (Utah), Estats Units, el gener de 2009. Va ser seleccionat com un dels 16 finalistes dels 879 presentats en la categoria.

## Premis
El 2010 guanyà l'Oscar al millor documental per Louie Psihoyos i Fisher Stevens. La cala també ha guanyat tretze premis en onze festivals de cinema:
- The Audience Award, Sundance Film Festival.
- The Audience Award, Hot Docs Film Festival.
- Golden Space Needle, Seattle International Film Festival.
- Best Feature Documentary, Galway, Ireland Film Festival 2009.
- Audience Award, Silver Docs Film Festival.
- Audience Award, Sydney Film Festival.
- Best Theatrical, Blue Ocean Film Festival.
- Best in Festival, Blue Ocean Film Festival.
- Truly Moving Picture, Heartland Film Festival.
- Audience Award, Maui Film Festival 2009.
- Best Feature Film, Nantucket Film Festival 2009.
- Best Storytelling, Nantucket Film Festival 2009.
- Guanyador, Newport Beach Film Festival.